# Muusa Dama
Booya Muusa Dama, (nacido en Parakou, Benín) es un jugador de baloncesto beninés que pertenece a la plantilla del Club Bàsquet Prat. Con 2.06 de estatura, su puesto natural en la cancha es el de pívot. 

## Carrera
Es un pívot nacido en Benín y realizó su período de instituto en Maranatha High School de Pasadena en California. Más tarde, el pívot universitario se formaría a caballo entre los William Jewell Cardinals (2014-2015), Moberly Area Community College (2015-2016) y Eastern Illinois Panthers (2016-2018). Con los Eastern Illinois Panthers consiguió el título de campeón del NJCAA D1 District IV en 2016. 
Tras no ser drafteado en 2018, debutó como profesional en las filas del Sorgues BC de la Nationale Masculine 1 con el que jugaría los primeros 9 partidos de liga de la temporada 2018-19.
En noviembre de 2018 ficha por el Club Bàsquet Prat de la Liga LEB Oro, tras la avalancha de bajas que sufre el conjunto catalán.